# Asociación Deportiva Limonense
L'Asociacion Deportiva Limonense fou un club costa-riqueny de futbol de la ciutat de Limón.
Va ser fundat el 10 de juliol de 1961 i debutà a primera divisió el 1964. Evolució del nom:
- 1964: Limón FC
- 1972: Limón Northern
- 1980: Limón Japdeva
- 1982: Limón Northern
- 1989: AD Limonense (ASODELI)

L'any 2009, jugant a segona divisió, el club patí problemes econòmics i arribà a un acord amb l'empresari local Carlos Howden Pascal, per vendre el club i crear el Limón FC.

## Palmarès
- Segona Divisió:[5]
  - 1971, 1998